# Собор Святейшего Сердца Иисуса (Лахор)
Собор Святейшего Сердца Иисуса (англ. Sacred Heart Cathedral) — католический храм, находящийся в городе Лахор, Пакистан. Церковь является кафедральным собором архиепархии Лахора.

## История
Собор Святейшего Сердца Иисуса был освящён 19 ноября 1907 года ординарием епархии Лахора епископом Фабианом Эстермансом. Церковь в романо-византийском стиле была спроектирована бельгийским архитектором Дуббелэром.
20 ноября 2007 года отмечалось столетие церкви. По этому поводу почтовой службой Пакистана была выпущена почтовая марка. Римский папа Бенедикт XVI направил поздравление с юбилеем приходу Святейшего Сердца Иисуса, которое было зачитано апостольским нунцием в Пакистане архиепископом Адольфо Тито Иллана.
11 марта 2008 года мусульманский террорист направил в собор нагружённую взрывчаткой машину. В результате террористического акта церковь значительно пострадала — от взрыва разбились имеющие художественную и историческую ценность витражи.
В 2011 году в соборе было зарегистрировано двадцатитысячное крещение с момента основания храма.